# Bitwa o Prizren
Bitwa o Prizren 1881.
W roku 1878 w Albanii powstała Liga Prizreńska, organizująca oddziały zbrojne do walki z Turkami. Przeciwko Lidze Turcy wysłali 12-tysięczny oddział dowodzony przez Derwisza Paszę. Siły albańskie wynosiły 6000 ludzi pod wodzą Mica Sokoliego oraz Sulejmana Vokshiego. Dnia 20 kwietnia 1881 r. stoczono pod Slivovë bitwę zakończoną zwycięstwem Turków w okręgu Prizren. Dzień później wycofujący się Albańczycy zostali ponownie pokonani pod Štimlje. W rezultacie obu zwycięstw mimo wysokich strat, Turcy wkroczyli do Prizrenu, co oznaczało upadek Ligi. Straty albańskie w obu bitwach wyniosły 800 zabitych i rannych, Turcy stracili 1800 zabitych i rannych.